# Erwan Péron
Pour les articles homonymes, voir Péron (homonymie).
Erwan Péron, né le 25 mai 1980 à Nantes,, est un rameur d'aviron français.

## Palmarès

### Championnats du monde
- 2001 à Lucerne
  -  Médaille d'or en huit poids légers